# 집합-부분합 정리
집합-부분합 정리(Set-Partial Sum Theorem)이란 실수 전체의 부분집합에 대하여, 해당 집합과 그 부분집합의 관계에 관한 정리이며, 아래와 같이 정의된다.
실수 전체의 원소가 {\displaystyle n}개인 부분집합 {\displaystyle X}에 대하여 {\displaystyle X}의 원소 중 오직 {\displaystyle r}개{\displaystyle (0\leq r\leq n)}의 원소만을 포함하는 모든 부분집합의 원소의 합을 {\displaystyle S}라 할 때, {\displaystyle X}의 모든 원소의 합 {\displaystyle S_{x}}에 대하여 {\displaystyle S=S_{x}\times {r\times nCr \over n}}이 성립한다.

## 증명
1. {\displaystyle n}개의 원소를 가진 실수 전체의 부분집합 {\displaystyle X}에 대하여 {\displaystyle X}의 원소 중 오직 {\displaystyle r(0\leq r\leq n)}개의 원소만을 포함하는 {\displaystyle X}의 부분집합의 개수는 {\displaystyle nCr}개이다.
2. {\displaystyle r}개의 원소를 가진 모든 부분집합에 대하여 집합 {\displaystyle X}의 원소들은 모두 {\displaystyle r\times nCr}개 존재한다.
3. {\displaystyle X}의 원소가 {\displaystyle n}개이므로 각각의 {\displaystyle X}의 원소에 대하여 원소의 개수가 {\displaystyle r}개인 모든 부분집합에서 각각의 {\displaystyle X}의 원소들은 {\displaystyle {r\times nCr \over n}} 개 존재한다.
4. 3에 의해서, 집합 {\displaystyle X}의 모든 원소의 합을 {\displaystyle S_{x}}라 하고, 원소의 개수가 {\displaystyle r}개인 모든 부분집합의 합을 {\displaystyle S}라 하면, {\displaystyle S=S_{x}\times {r\times nCr \over n}}이 성립한다.